# Rejestr Ryzyka
Rejestr Ryzyka – w metodyce zarządzania projektami PRINCE2 dokument, który zawiera wszystkie informacje o zagrożeniach, ich analizie, przeciwdziałaniach i statusie. Znany także pod nazwą Dziennik Ryzyk.
Mimo że Rejestr Ryzyka jest uaktualniany praktycznie w każdym momencie trwania projektu, posiada on swój osobny proces w metodyce PRINCE2 ZE4 – Uaktualnienie Rejestru Ryzyka. Celem tego podprocesu jest przegląd zapisów w Rejestrze Ryzyka, ponowna ich analiza i wyciągnięcie wniosków, czy dane zdarzenie wzrosło, zmalało, czy pozostaje na takim samym poziomie, mimo podjętych działań. Ważne jest, aby uruchamiać ten podproces szczególnie przy kończeniu danego etapu zarządczego. Ponieważ planowanie następnego etapu zarządczego może mieć wpływ na już istniejące zdarzenia w Rejestrze Ryzyka, należy bardzo dokładnie rozważyć wpływ na ryzyko pod kątem tego planowania.
Kierownik projektu ma obowiązek rejestracji następujących danych w Rejestrze Ryzyka, opisujących ryzyko:
- unikatowy numer ryzyka,
- data wpisu do rejestru ryzyka,
- opis ryzyka,
- status ryzyka:
  - otwarte – ryzyko podlegające przeglądom,
  - zamknięte – ryzyko niepodlegające przeglądom,
- opis skutków dla projektu,
- waga ryzyka,
- osoba lub grupa osób odpowiedzialnych za zarządzanie ryzykiem,
- planowane działania minimalizujące prawdopodobieństwo materializacji ryzyka,
- plan ograniczenia skutków ryzyka po jego wystąpieniu.

Rejestr Ryzyk powinien być przeglądany i modyfikowany przez kierownika projektu. Kierownik projektu ma obowiązek cyklicznego przeglądu i raportowania stanu ryzyk do komitetu sterującego w ramach raportu o ważnych wydarzeniach.